# 안성 이씨
안성 이씨(安城李氏)는 경기도 안성시를 본관으로 하는 한국의 성씨이다.

## 역사
시조 이중선(李仲宣)은 고려에서 안성군의 호장(戶長)을 지내다가 경군(京軍)으로 선발되었다.
이중선의 아들인 이영(李永)이 고려 숙종 때 과거에 급제하여 1122년 인종이 즉위하자 지어사대사(知御史臺事) 보문각학사(寶文閣學士)에 이르렀으나, 이자겸이 한안인을 죽일 때 한안인의 매서(妹壻)라는 연유로 진도에 유배되었다가 죽었다. 사후 첨서추밀원사(簽書樞密院事)에 추증되었다.

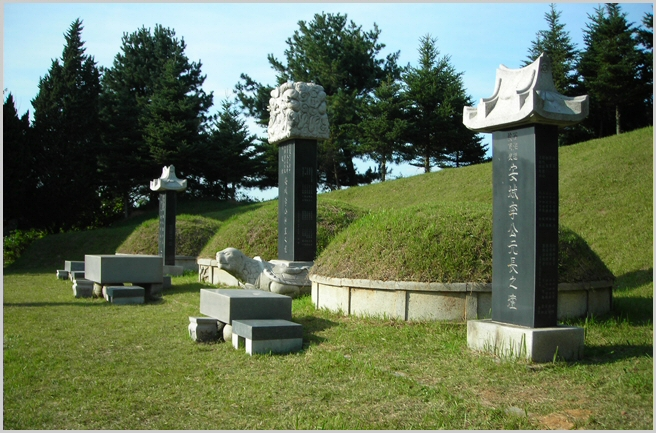
안성이씨 시조와 그자손의 묘

3세 이원장(李元長) 이후 세계가 실전되어, 합문부사(閤門副使) 이구(李玖), 이사정(李思正)을 중시조로 하는 파로 갈라졌다.
이사정의 손자인 이숙번(李叔蕃)이 1393년(조선 태조(太祖) 2년) 과거에 급제한 후 지안산군사(知安山郡事)로서 이방원을 도와 정사공신(定社功臣) 2등에 책록되었고, 병조판서, 의정부찬성사 등을 역임하였으며, 안성부원군(安城府院君)에 봉해졌다.

## 계파
- 합문부사공파(閤門副使公派)
- 이부시랑공파(吏部侍郞公派)
- 병부상서공파(兵部尙書公派)
- 좌사랑중공파(左司郞中公派) -퇴은공파, 해은공파 - 영재공 세손파(瀛齋公世孫派)
- 밀직부사공파(密直副使公派)
- 광릉부원군파(廣陵府院君派)

## 집성촌
- 경기도 안성군 금광면 오흥리
- 경기도 이천군 율면 석산리
- 강원도 이천군 방문면 경도리
- 전라북도 장수군 장수면 노하리
- 경상북도 울진군 기성면 사동리
- 경상북도 영덕군 병곡면 백석리
- 황해도 연백군 연안읍 오주리
- 황해도 연백군 송봉면 노정리
- 평안남도 순천군 선소면 장평리
- 함경남도 갑산군 진동면 양유리
- 함경남도 갑산군 회린면 판장리·중리

## 과거 급제자
조선시대 문과 급제자 9명을 배출하였다.
- 이숙번(李叔蕃, 1373 癸丑生) : 태조 2년(1393) 식년시 병과(丙科)
- 이양현(李良鉉) : 문과(文科) 성종 8년(1477) 춘당대시 병과(丙科)
- 이숙인(李叔仁) : 문과(文科) 성종 23년(1492) 식년시 병과(丙科)
- 이기남(李期男, 1535 乙未生) : 선조1년(1567) 증광시 병과(丙科)
- 이석록(李錫祿, 1687 丁卯生) : 영조1년(1725) 정시2 병과(丙科)
- 이석복(李錫福, 1694 甲戌生) : 영조6년(1730) 정시 병과(丙科)
- 이형우(李亨宇, 1736 丙辰生) : 정조16년(1792) 식년시 을과(乙科)
- 이협심(李協心, 1777 丁酉生) : 순조4년(1804) 춘당대시 병과(丙科)
- 이최영(李㝡榮, 1836 丙申生) : 고종17년(1880) 증광시 병과(丙科)

## 인구
- 2000년 19,739명
- 2015년 21,948명